# Hospice-Anthelme Verreau
Hospice-Anthelme Verreau (1828-1901) est un prêtre, un éducateur et un historien canadien.

## Biographie
Né à L'Islet, fils de Germain-Alexandre Verreau, notaire, et d’Ursule Fournier, il suit d'abord les leçons de son père. Il fait son cours classique au séminaire de Québec, enseigne au séminaire de Sainte-Thérèse et est nommé en 1857 directeur de la nouvelle école normale Jacques-Cartier, poste qu'il conserve jusqu'à sa mort.
Docteur en lettres à l'Université Laval et membre de la Société royale du Canada, en 1873, il est nommé à la tête d'une commission chargée d'évaluer l'intérêt des archives européennes pour l'histoire du Canada. À part ses contributions importantes à la Société historique de Montréal, dont il est le premier président, et à la Société royale, il publie deux mémoires concernant l'invasion américaine du Canada de 1775.
Ses principales publications sont Des commencements de l'Église du Canada, Jacques Cartier, Questions du calendrier civil et ecclésiastique et Questions de droit politique, de législation et d'usages maritimes. Ces œuvres de recherche patiente et d'érudition sont écrites dans un style clair et simple.
Verreau fait la lumière sur des éléments historiques concernant les véritables motifs des fondateurs de Ville-Marie. Il laisse une excellente réputation d'éducateur.
Il est mort à Montréal en 1901.

## Œuvres choisies
- « Le Père Lafitau et le gin-seng », dans Joseph-François Lafitau, Mémoire présenté à S. A. R. Mgr le duc d’Orléans, régent de France, concernant la précieuse plante du gin-seng de Tartarie, découverte en Amérique, Montréal, Sénécal, Daniel et Compagnie éd., 1858, p. 3–14. Réédition à Montréal sur Google Livres
- Invasion du Canada: collection de mémoires recueillis et annotés, E. Senécal, 1873
- Stanislas de Kostka, Montréal, Revue de Montréal, 1878 (ou plutôt 1879), 58 p. lire en ligneThéâtre
- « Des commencements de l'Église du Canada », dans Mémoires de la Société royale du Canada, 1884: 1, p. 63–72
- Les deux abbés de Fénelon, P.-G. Roy, 1898, 85 p.
- Villemarie : petites fleurs religieuses du vieux Montréal, « Collection canadienne », série 522, Granger Frères, 1930, 240 p.